# Up the Hill Backwards
Singles de David Bowie
Scary Monsters (and Super Creeps)
(janvier 1981) Under Pressure
(octobre 1981)
Up the Hill Backwards est une chanson de David Bowie parue en 1980 sur l'album Scary Monsters (and Super Creeps).
Elle est également éditée en single par RCA Records en mars de l'année suivante et se classe no 32 des ventes au Royaume-Uni. Il s'agit du quatrième et dernier single extrait de cet album, après Ashes to Ashes, Fashion et Scary Monsters (and Super Creeps).

## Musiciens
- David Bowie : chant, claviers
- Robert Fripp : guitare
- George Murray : basse
- Dennis Davis : batterie
- Tony Visconti : guitare acoustique
- Roy Bittan : piano